# Kuşçukuru, Beşiri
Kuşçukuru là một xã thuộc huyện Beşiri, tỉnh Batman, Thổ Nhĩ Kỳ. Dân số thời điểm năm 2011 là 176 người.